# La Chapelle-Blanche, Savoie
La Chapelle-Blanche este o comună în departamentul Savoie din sud-estul Franței. În 2009 avea o populație de 541 de locuitori.

## Evoluția populației
| An        | 1975 | 1982 | 1990 | 1999 | 2006 | 2009 |
| --------- | ---- | ---- | ---- | ---- | ---- | ---- |
| Populație | 270  | 324  | 391  | 439  | 547  | 541  |